# Hylaeus tuertonis
Hylaeus tuertonis là một loài Hymenoptera trong họ Colletidae. Loài này được Cockerell mô tả khoa học năm 1906.